# 埃尔夫特施塔特
埃尔夫特施塔特（德語：Erftstadt，發音：[ˈɛʁftˌʃtat] ⓘ）是德国北莱茵-威斯特法伦州科隆行政区莱茵-埃尔夫特县的城市，面积119.89平方千米，2023年12月31日人口为50,018人。
2021年欧洲洪灾期间，该地受灾严重。联邦总统施泰因迈尔和基民盟领导人阿明·拉舍特前往该地慰问。期间，拉舍特因被拍到开怀大笑的画面导致基民盟民意严重下滑，支持率被社民党反超。

## 友好城市
埃尔夫特施塔特与以下城市结为友好城市：
- 英格兰 沃金厄姆（1977年）
- 法國 维里-沙蒂永（1980年）
- 波蘭 耶萊尼亞古拉（1995年）
- 乌克兰 捷尔诺波尔（2023年）
- 德国 潘克塔尔（1990年）